# Dworzec autobusowy Warszawa Zachodnia
Dworzec autobusowy Warszawa Zachodnia – dworzec autobusowy znajdujący się przy Al. Jerozolimskich 144 w Warszawie, obok stacji kolejowej Warszawa Zachodnia. Jest największym dworcem autobusowym w mieście. Zarządcą dworca jest spółka PKS Polonus. 

## Opis
Centralny Dworzec PKS został zaprojektowany przez Zygmunta Kłopockiego dla obsługi dalekobieżnej i podmiejskiej komunikacji autobusowej w lewobrzeżnej części miasta. Został otwarty w styczniu 1980, zastępując działający do 1979 dworzec autobusowy przy ul. Żytniej.
Dworzec obsługuje 130 przewoźników na 11 stanowiskach. Miesięcznie obsługuje 14 tys. kursów, w tym 1800 międzynarodowych. W 2015 na dworcu sprzedawanych było ok. 100 tys. biletów autobusowych na miesiąc. Na dworcu działa całodobowa poczekalnia. Ruch pasażerów obsługuje system informacji elektronicznej. Jako pierwszy w Polsce został wpisany do ministerialnego wykazu dworców wyznaczonych do udzielania pomocy osobom niepełnosprawnym i osobom o ograniczonej sprawności ruchowej.
Od 2017 planowana jest przebudowa dworca, mająca na celu optymalizację ruchu autobusowego. W planie jest również budowa nowego budynku dworcowego położonego nad stacją tramwajową. Zakończenie prac przewidziano na 2023.